# Dãy núi Oberhalbstein
Dãy núi Oberhalbstein là một rặng núi trong dãy núi Alpes, ở phía đông Thụy Sĩ và phía bắc Ý và được coi là một phần của dãy núi Alpes orientales centrales. Rặng núi Oberhalbstein chia cách với rặng núi Alpes lépontines ở phía tây bởi đèo Splügen; chia cách với rặng núi Plessur ở phía bắc bởi thung lũng sông Albula; chia cách với rặng núi Albula ở phía đông bởi đèo Septimer và sông Julia; chia cách với rặng núi Bernina ở phía nam bởi đèo Val Bregaglia.
Rặng núi Oberhalbstein là đầu nguồn của các sông Rhine, Julia, Liro và sông Mera.

## Các ngọn núi

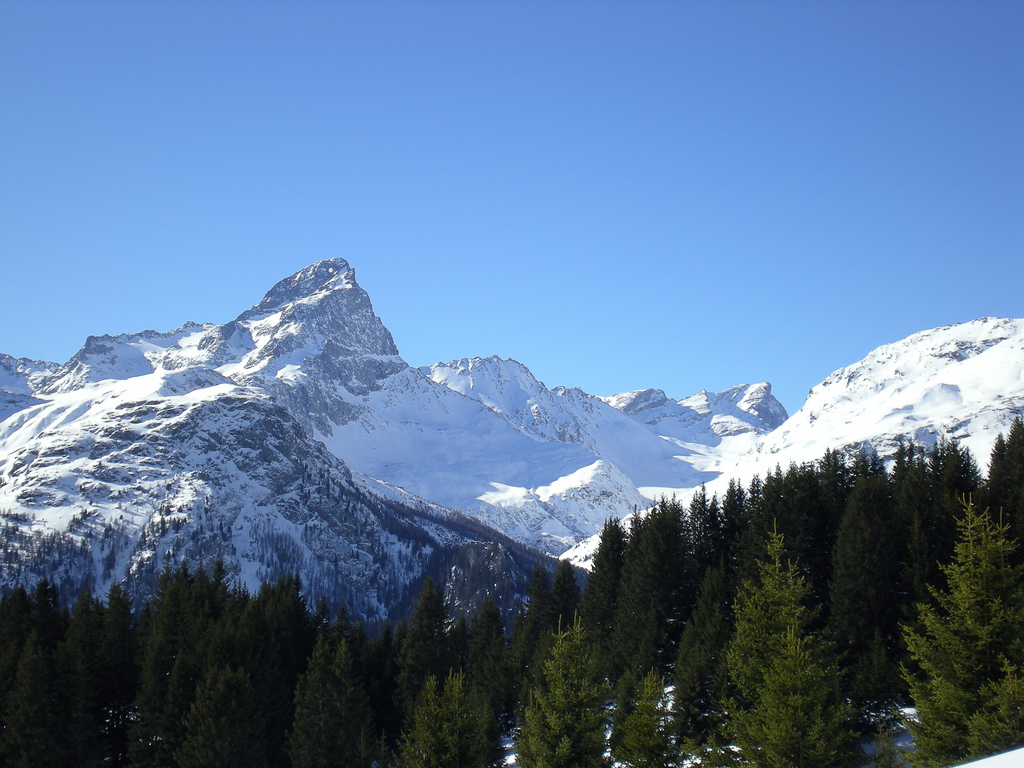
Piz Platta

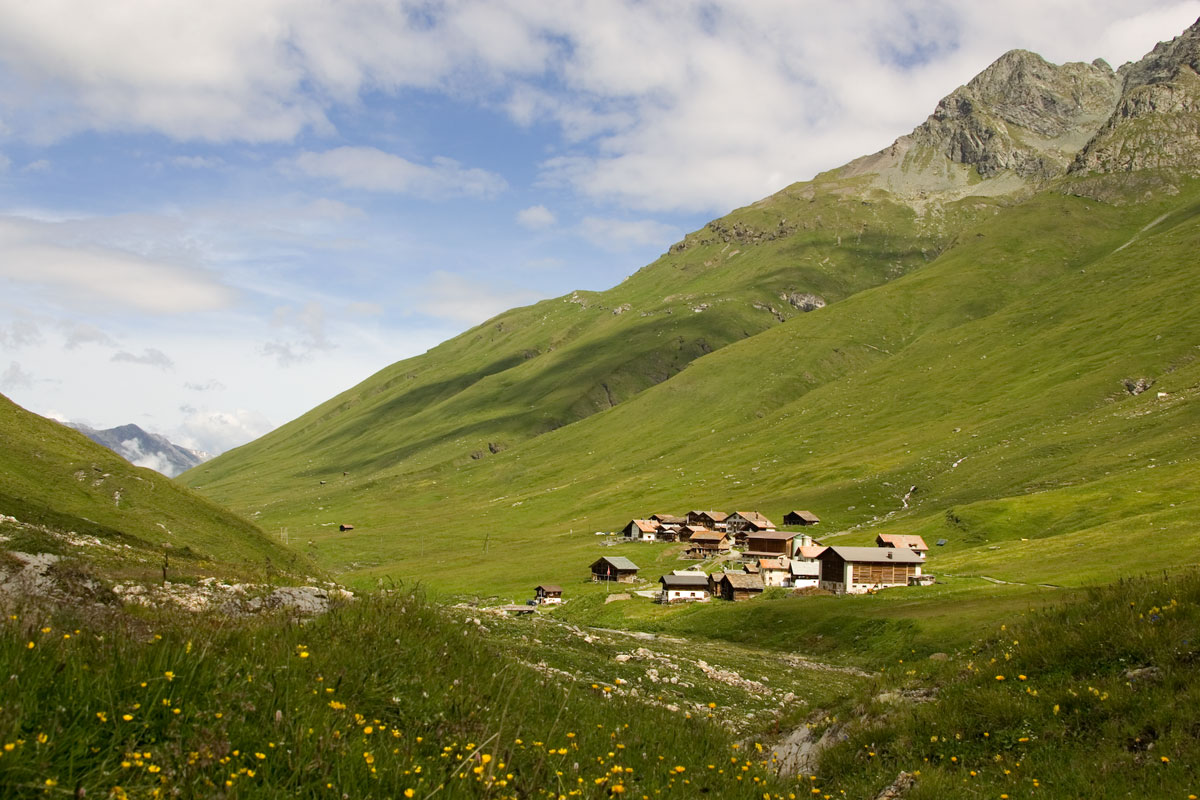
Juf

Các ngọn chính của rặng núi Oberhalbstein là:
| Ngọn           | Độ cao (m/ft) | Độ cao (m/ft) |
| -------------- | ------------- | ------------- |
| Piz Platta     | 3.386         | 11.109        |
| Piz Forbesch   | 3.258         | 10.689        |
| Piz Timun      | 3.201         | 10.502        |
| Pizzo Stella   | 3.162         | 10.375        |
| Piz Duan       | 3.133         | 10.279        |
| Pizz Gallagiun | 3.107         | 10.200        |
| Gletscherhorn  | 3.106         | 10.191        |
| Cima da Lägh   | 3.082         | 10.112        |
| Piz Grisch     | 3.062         | 10.050        |
| Usser Wissberg | 3.053         | 10.016        |
| Surettahorn    | 3.039         | 9.971         |
| Piz Curvér     | 2.975         | 9.761         |

## Các đèo
| Đèo núi                         | vị trí                    | loại           | độ cao (m/ft) | độ cao (m/ft) |
| ------------------------------- | ------------------------- | -------------- | ------------- | ------------- |
| Passo della Duana               | Avers tới Val Bregaglia   | tuyết          | 2.800         | 9.187         |
| Passo da la Prasignola          | Avers tới Soglio          | lối đi gia súc | 2.720         | 8.924         |
| Forcella di Lago hay đèo Madris | Avers tới Chiavenna       | đường đi bộ    | 2.680         | 8.793         |
| Forcellina                      | Avers tới đèo Septimer    | đường đi bộ    | 2.673         | 8.770         |
| Passo di Lei                    | Avers tới Chiavenna       | đường đi bộ    | 2.659         | 8.724         |
| Stallerberg                     | Avers tới Bivio           | đường đi bộ    | 2.584         | 8.478         |
| Đèo Septimer                    | Bivio tới Val Bregaglia   | đường xe ngựa  | 2.311         | 7.582         |
| Đèo da Niemet                   | Innerferrera tới Madesimo | đường đi bộ    | 2.280         | 7.481         |